# Utah State Route 95

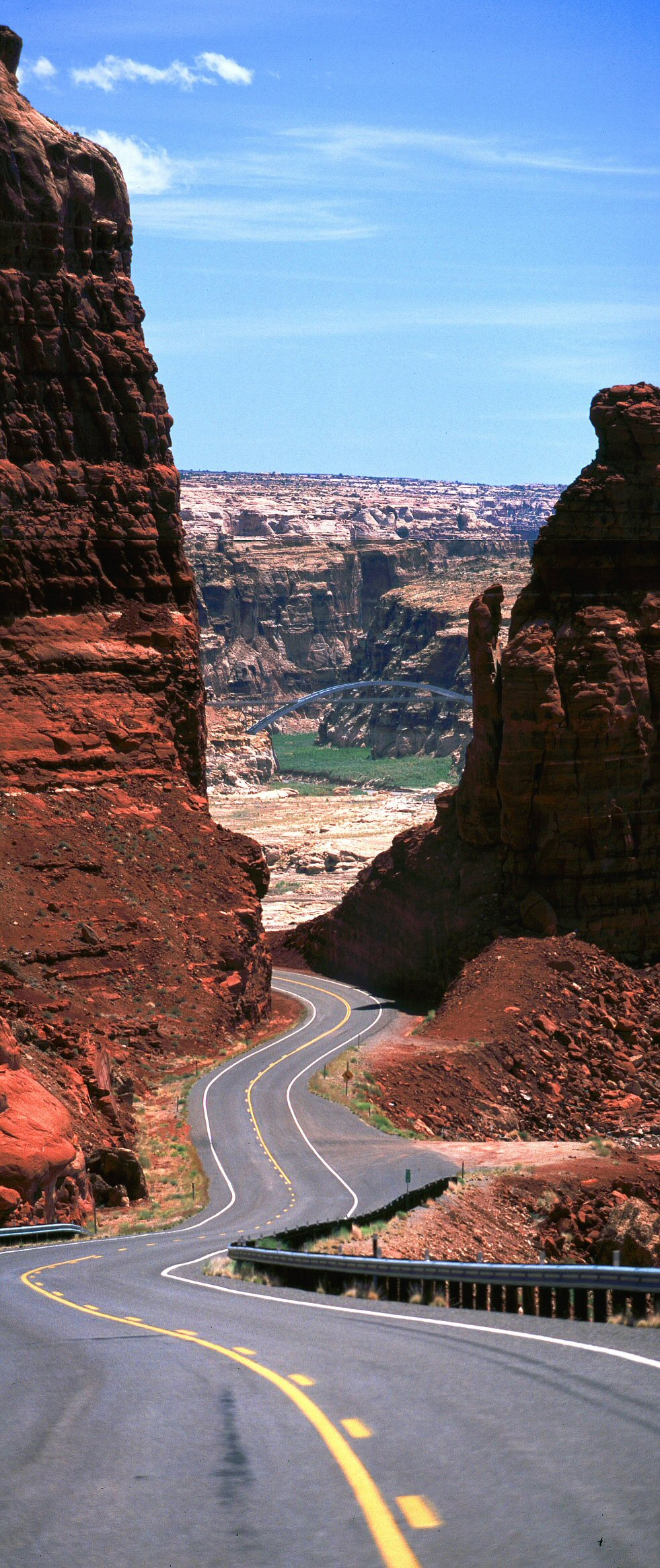
Hite Crossing Bridge (im Hintergrund;); die SR-95 überquert im Glen Canyon den Colorado River

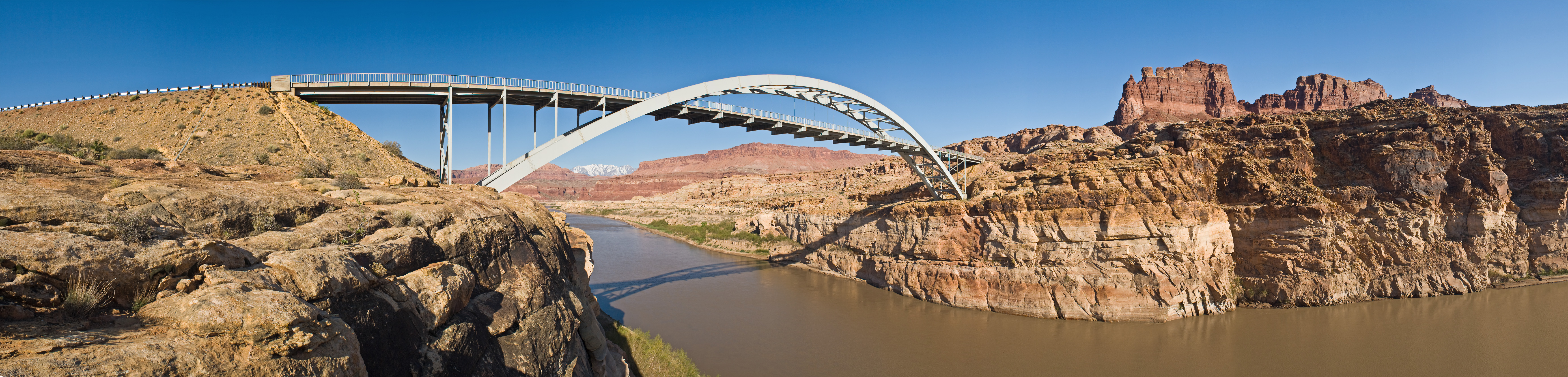
Hite Crossing Bridge über den Colorado River
(fototechnisch bedingt verzerrte Aufnahme)

Die Utah State Route 95 (SR-95) ist ein 195,3 km langer Highway in Utah. Sie beginnt in Hanksville an der Utah State Route 24 und endet am U.S. Highway 191. Der Highway überkreuzt den White Canyon River, den Colorado River, zweimal den Dirty Devil River und das Nordostende des Lake Powells.
Er wurde 1976 fertiggestellt und trägt daher die Bezeichnung Bicentennial Highway, wegen des 200. Jubiläums der Unabhängigkeitserklärung. Er ist wegen der spektakulären Landschaft auf voller Länge als National Scenic Byway ausgewiesen.